# Sven "Svängis" Johansson
Sven "Svängis" Johansson, egentligen Sven Folke Lennart Johansson, född 8 juli 1914 i Hässelby i Spånga socken, Stockholms län, död 12 oktober 1982 i Brännkyrka församling, Stockholm, var en svensk tävlingscyklist och olympier.

## Biografi
Sven Johansson var son till maskinisten Karl Johan Emil Johansson och efter att ha genomgått Alby folkskola började han arbeta som springpojke, affärsbiträde och cykelförsäljare i Stockholm. Från 1941 innehade han en egen cykel- och sportaffär.
Svängis startade som tävlingscyklist 1931 som medlem av Ulvsunda Cykelklubb. 1934 tillhörde han Hässelby Cykelklubb, där han tränades av Paul Kroll och Nils Velin med sikte på olympiaden i Berlin 1936. Hans deltagande där slutade dock med besvikelse, då han tvingades bryta sitt lopp efter flera tekniska problem. 
Desto större var hans framgångar på hemmaplan, där han slog igenom vid SM 1936 som tvåa på femmilen. Året efter debuterade Johansson för Hammarby IF, vilka han representerade åren 1937–1948. Det första SM-guldet 1937. Vid SM 1938 segrade han i samtliga klasser. Den tidens stora cykeltävling, Dagens Nyheters Sexdagarsloppet, vann han tre år i rad, 1940, 1941 och 1942 och som 36-åring tog han sitt 11:e och sista SM-guld vid tävlingar i Stockholm 1950.
Han vann Mälaren runt 1938, 1940, 1941 och 1943.
Cyklister tävlade vid denna tid endera för ”blå stallet” (Monark) eller ”gula stallet” (Crescent). Svängis tillhörde det sistnämnda och hans klubbar var genom åren Ulvsunda CK, Hässelby CK, CK Stefaniterna, Hammarby IF, CK Crescent och Örebro VK.
Han dog i en cykelolycka vid Hornstull i Stockholm.[källa behövs]